# Менелай (кратер)
Кратер Менелай (лат. Menelaus) — стародавній великий ударний кратер на південному кордоні  моря Ясності,  видимій стороні  Місяця. Кратер названий на честь Менелая Алексанжрійського (грец. Μενέλαος ὁ Αλεξανδρεύς)- грецького математика і астронома.
На заході від кратера розташовуються Гемські гори (лат. Montes Haemes), на північний схід невелика система борозен, названа по імені кратера. На сході кратер Таке, на південному сході від кратера розташовується кратер Ауверса. Далі на південному сході лежать три невеликих місячних моря — озеро Ніжності, озеро Радості, озеро Зими. Діаметр кратера 27,13 км, глибина 2,6 км, селенографічні координати центру 16°16′ пн. ш. 15°56′ сх. д. / 16.26° пн. ш. 15.93° сх. д.. За морфологічними ознаками кратер відноситься до класу TRI (за назвою кратера Тріснеккер, який є типовим представником даного класу). Обсяг кратера становить 442 куб.км..
Морфологія кратера типова для невеликих молодих кратерів. Вал кратера має гострий край, крутий террасовідний схил. Ухил східного схилу досягає 53 °. Біля підніжжя внутрішнього схилу знаходяться завали порід, що обрушилися при утворенні кратера, особливо в південній та південно-східній частині. Внутрішній схил кратера має високе альбедо, що помітно, коли сонце знаходиться високо над кратером. При цьому північна частина чаші кратера кілька темніше південній, що пояснюється мабуть різницею в гірських породах, викинутих при імпакт. У північній частині переважає більш темна базальтова порода моря, в південній світліша порода гір. На дні чаші кратера існують кілька хребтів. Замість центрального піка мається система височин. Дно кратера має численні сліди фрагментів, що утворюються при ерозійному руйнуванні кратерного, що скочуються по внутрішнім схилах на дно. Околиці і сам кратер надзвичайно різноманітні в геологічному відношенні і тим становлять великий інтерес.
З південного сходу на північний схід кратер Минулий перетинає світлий промінь, продовжуючись по морю Ясності і проходячи по західному краю кратера Бессель. Належність цього променя до системи конкретного кратера є предметом дискусій. Згідно з найбільш поширеною теорією даний промінь належить до системи променів кратера Тихо, більш докладно про це можна прочитати в статті про кратері Бессель. Крім згаданого променя виділяються яскраві широкі промені в східному і західному напрямку від кратера.
У кратері зареєстровані термальні аномалії під час місячних затемнень. Це явище пояснюється невеликим віком кратера і відсутністю достатнього шару реголіту, який забезпечує термоізолюючу дію. Явище характерне для більшості молодих кратерів.
Кратер Менелай включений в список кратерів з темними радіальними смугами на внутрішньому схилі Асоціації місячної і планетарної астрономії (ALPO) і в список кратерів з яскравою системою променів Асоціації місячної і планетарної астрономії (ALPO).
Детальні знімки кратера і його околиць отримані японським місячним орбітальному супутником Кагуя і Місячним Орбітальним Зондом (LRO).

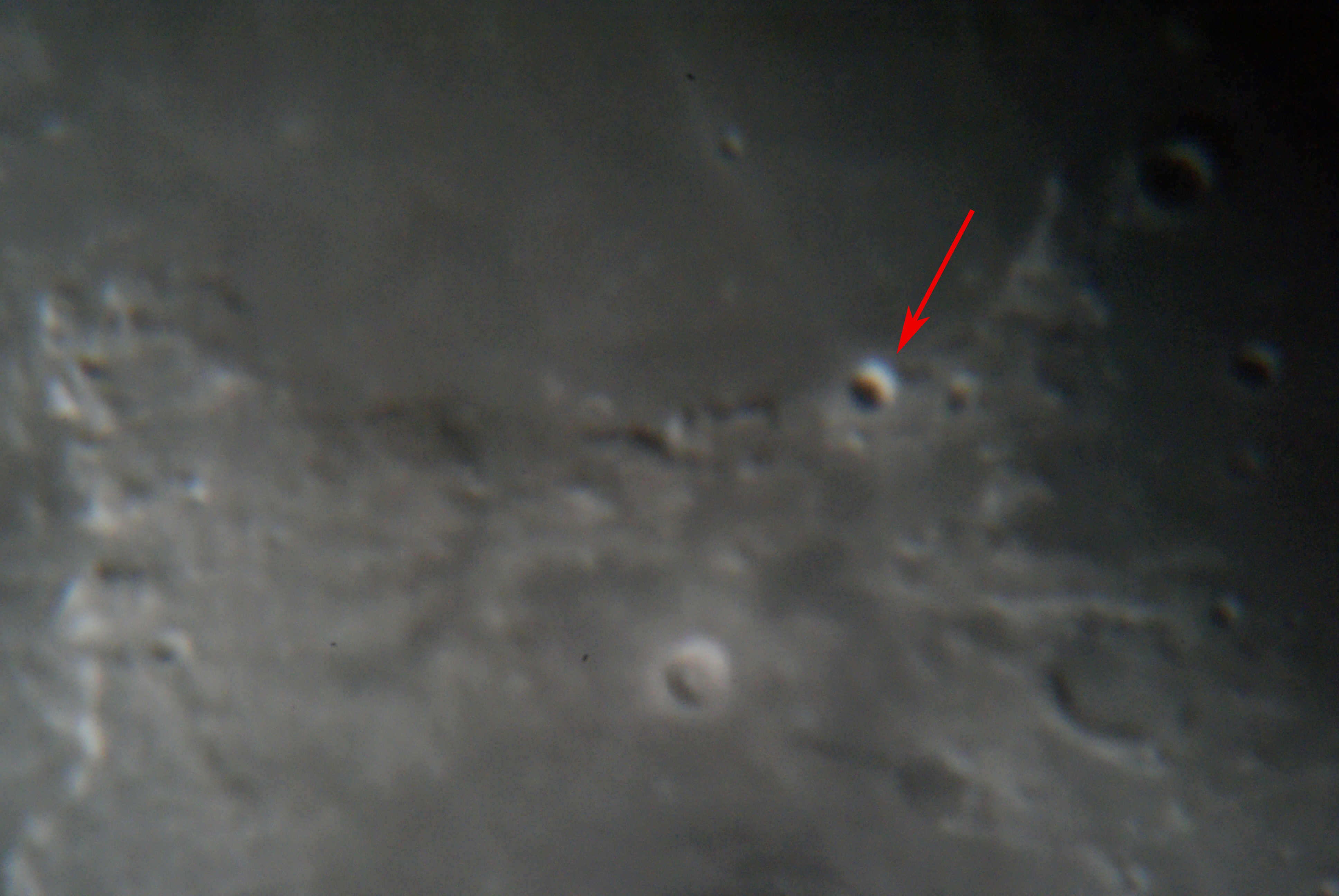
Південна частина моря Ясності і кратер Менелай

## Сателітні кратери
За угодою ці функції визначені на місячних картах, поміщаючи лист на стороні кратера середині, яка найближче до «Менелай»
| Менелай | Широта   | Долгота  | Діаметр |
| ------- | -------- | -------- | ------- |
| A       | 17,07° N | 13,39° E | 6,18 км |
| C       | 14,81° N | 14,48° E | 4,02 км |
| D       | 13,23° N | 16,31° E | 4,11 км |
| E       | 13,58° N | 15,89° E | 3,48 км |